# Орден Заслуг (Саксония-Анхальт)
Орден «За заслуги перед Саксонией-Анхальтом» (нем. Verdienstorden des Landes Sachsen-Anhalt) — высшая награда немецкой земли Саксония-Анхальт. Орден учреждён 23 мая 2006 года, вручается министром-президентом Саксонии-Анхальт. Общее число ныне живущих награжденных не превышает 300 человек. Орден вручается за выдающуюся деятельность в течение длительного времени или за выдающиеся заслуги перед Саксонией-Анхальт и её жителями. Награждены могут быть как жители Саксонии-Анхальта, так и другие лица.

## Внешний вид ордена
Знак ордена «За заслуги перед Саксонией-Анхальтом» представляет собой мальтийский крест, покрытый белой эмалью, с черно-золотой каймой. В центре креста расположен золотой медальон с гербом Саксонии-Анхальта. Мужчины носят знак ордена на шее на орденской ленте. Женщины носят знак ордена на банте на левой стороне груди. Лента ордена наполовину желтая, наполовину черная с золотыми краями.

## Некоторые награждённые
- Ганс-Дитрих Геншер
- Нео Раух
- Гериберт Бейссель
- Эдда Мозер
- Фридрих Шорлеммер
- Вольфганг Бёмер
- Майкл Шенхайт